# Eunic de Mitilene
Eunic (grec antic: Εὔνικος, Éunīkos, llatí: Eunicus) fou un escultor de l'antiga Grècia i treballador de la plata natural de Mitilene, a Lesbos. Hauria viscut al final del segle ii aC i començaments del segle i aC, una mica abans que Pompeu el Gran, segons Plini el Vell.